# Vietnam del Norte

Bandera (1945-1955)

La República Democrática de Vietnam (en vietnamita: Việt Nam Dân chủ Cộng hòa), comúnmente conocida como Vietnam del Norte para distinguirla de Vietnam del Sur, fue un Estado en el sudeste asiático  que ocupaba la totalidad de la región septentrional y la parte boreal de la región central del Vietnam moderno. 
Fue fundado por Ho Chi Minh el 2 de septiembre de 1945 con capital en Hanói en los últimos días del Imperio de Vietnam luego del colapso del Imperio colonial japonés, mediante una Declaración de Independencia. Con las elecciones generales de 1946 aprobadas por la 1.ª Asamblea Nacional de Vietnam, el norte vietnamita se reorganizó como la República Democrática de Vietnam que se proclamó oficialmente como un estado soberano sobre todo el territorio del desaparecido Imperio vietnamita, aunque su efectiva soberanía se vio limitada al norte debido al que el sur contaba con presencia mayoritariamente de oposición anticomunista y remanentes de la Indochina francesa. Al final de la guerra de Indochina, el territorio de la República Democrática de Vietnam se dividió en dos áreas militares temporales en virtud del Acuerdo de Ginebra, entre el Vietnam de Ho Chi Minh y el Estado de Vietnam. Luego de la partición, la República Democrática de Vietnam comenzó a ser denominada como Vietnam del Norte, el Estado de Vietnam al sur reclamaba los territorios bajo control del norte socialista hasta 1955 cuando se formó la República de Vietnam, paralelamente a esto mientras el sur iba renunciando a sus pretensiones expansionistas al norte, el Partido Comunista de Vietnam planificaba la intervención y anexión del sur anticomunista. 
Durante la Segunda Guerra Mundial, Vietnam pasó de ser una colonia francesa a un gobierno títere de Japón después de que los franceses se rindieron y entregaron toda Indochina al Japón en marzo de 1945. Inmediatamente después de que los japoneses se rindieran a los aliados, incluido el Viet Minh en Vietnam y el exitosa Revolución de Agosto en 1945, se proclamó la República Democrática de Vietnam en Hanói, se declaró el gobierno provisional y se estableció en todo el país. El presidente Ho Chi Minh, el líder del Viet Minh, se convirtió en jefe del nuevo gobierno e inmediatamente planeó celebrar una elección general nacional para que Vietnam tuviera un gobierno y un estado justo. Inmediatamente después de que los franceses regresaran a Vietnam con el apoyo de Gran Bretaña y los Estados Unidos, la Resistencia contra Francia estalló en 1946. Después de 9 años de guerra, en 1954, la República Democrática de Vietnam ganó y el Acuerdo de Ginebra se firmó entre los dos gobiernos. En las partes, Vietnam se comprometió a dividir temporalmente dos áreas temporales, tomando el paralelo 17 como límite. Las fuerzas militares de la República Democrática de Vietnam se reunieron en el norte de Vietnam, mientras que el ejército francés y el ejército nacional vietnamita (bajo la unión francesa) se reunieron en el sur de Vietnam y se retiraron después de 2 años.
El Acuerdo de Ginebra definió que las elecciones generales para la unificación de Vietnam se llevarán a cabo en 1956. Los franceses aceptaron la propuesta del primer ministro Pham Van Dong, jefe de la delegación de la República Democrática de Vietnam. Las elecciones generales unificadas se colocarán bajo el supervisión de los comités in situ. Estados Unidos no reconoció el Acuerdo de Ginebra e implementó el "Plan de Intervención" para ayudar al Estado de Vietnam (entonces República de Vietnam) que se negó a realizar las elecciones. En 1955, un referéndum depuso al jefe Bao Dai (ex emperador de la dinastía Nguyen), después de lo cual se estableció la República de Vietnam en Vietnam del Sur dirigida por Ngo Dinh Diem como presidente. En 1956, Ngo Dinh Diem anunció que se negaba a realizar las elecciones y que las elecciones generales unificadas de Vietnam no podían tener lugar, lo que provocó que el territorio de Vietnam se dividiera en dos estados.
Durante la guerra de Vietnam (1955-1975), la República Democrática de Vietnam, apoyada por aliados socialistas como la Unión Soviética y China, luchó contra la República de Vietnam y sus aliados (Estados Unidos, Australia, Corea, Filipinas , Tailandia y Nueva Zelanda). En el apogeo de la guerra, Estados Unidos movilizó hasta 600.000 soldados para luchar en Vietnam del Sur. Esta es una de las guerras más feroces desde la Segunda Guerra Mundial, que duró 21 años. En 1969, tras la derrota del gobierno anticomunista de la República de Vietnam, el Partido Comunista de Vietnam instaló el régimen títere de la República de Vietnam del Sur dominado por el Frente Nacional de Liberación de Vietnam y reconocido por la República Democrática de Vietnam como una entidad soberana legal en el sur vietnamita. El Gobierno de la República de Vietnam del Sur se consideraba a sí mismo como representante del pueblo del Sur en la guerra contra Estados Unidos y no se opuso a la unificación con el norte vietnamita. La guerra terminó con la victoria completa de las fuerzas de la República de Vietnam del Sur con el apoyo de la República Democrática de Vietnam en 1975. El Gobierno de la República Democrática de Vietnam y la República de Vietnam del Sur iniciaron su transición hacia la unificación y tras las elecciones generales de 1976 se creó la República Socialista de Vietnam.

## Historia

### Independencia de Francia
Durante la Segunda Guerra Mundial el Ejército Imperial Japonés ocupó la Indochina Francesa y cuando el 2 de septiembre de 1945 se produjo la rendición de Japón, la República Democrática de Vietnam fue proclamada en Hanói por Hồ Chí Minh y sus milicias del Vietminh. Cuando se produjo el retorno de los franceses a su tradicional papel colonial, estos se encontraron con la nueva situación producida tras la Guerra Mundial y su intento de restaurar la administración colonial llevaron al estallido de la guerra de Indochina, que empezó con el incidente de Haiphong (1946).
Los franceses tomaron conciencia de las simpatías que levantaba el Vietminh entre la población local como movimiento nacionalista de liberación colonial, por lo que en 1949 hicieron volver del exilio al antiguo emperador Bảo Đại (como Jefe del Estado del Vietnam Unido) para formar un teórico gobierno de unidad nacional en el nuevo Estado de Vietnam; Así mismo, se concedieron algunas competencias a las nuevas autoridades. Estas medidas no lograron revertir la situación, que a comienzos de la década de 1950 se encaminaba rápidamente hacia una derrota francesa. A pesar del conflicto con Francia, en 1950 el nuevo estado vietnamita fue reconocido por la República Popular China y la Unión Soviética.
En ese momento hizo acto de presencia Estados Unidos, que rechazaba el poder colonial francés y abogaba por un Vietnam independiente pero anticomunista. En 1954, tras la derrota de Francia en la batalla de Dien Bien Phu, los franceses reconocieron formalmente a esta nación y la Indochina francesa se disolvió con la aparición de 3 nuevos estados: Reino de Camboya, el Reino de Laos y Vietnam del Sur.

### Guerra de Vietnam
Tras la división del país, siguió un éxodo masivo de los vietnamitas del Norte hacia el Sur, muchos de ellos católicos que señalaban que la política norvietnamita ejercía una persecución sobre ellos. Otros tantos fueron vietcongs sucesores de los vietminhs promovidos por el gobierno del norte para liberar o desprender el sur del control de las potencias capitalistas. El gobierno de Hanói mantuvo fuertes lazos comerciales y diplomáticos con la Unión Soviética y la República Popular de China. Desde el mismo momento en que se produjo la división de Vietnam en dos estados, estalló el conflicto bélico entre ellos y motivó la intervención de Estados Unidos con un amplio despliegue de efectivos militares. La República Popular de China apoyó especialmente al gobierno durante la guerra, dado el peligro que suponía una victoria de los vietnamitas del sur y la posibilidad de que los estadounidenses establecieran bases y tropas junto a su frontera.
Desde finales de 1974 el Ejército vietnamita acumuló efectivos y reservas en vistas de comenzar una nueva ofensiva contra el sur; Aprovechaban que el gobierno Nixon se hallaba en el ojo del huracán por el escándalo del Watergate, demasiado ocupado en el ámbito doméstico estadounidense como para preocuparse de los asuntos vietnamitas. Ni los observadores internacionales más optimistas podían esperar que el sur cayera tan rápidamente, algo que solo podía explicarse por la ineficacia del cuerpo de oficiales sudvietnamitas (enormemente corrompidos) y unas tropas desmoralizadas sin motivación alguna, a lo que se unía el hartazgo de la guerra. Situación muy distinta se daba entre las tropas norvietnamitas, que después de tantos años seguían estando políticamente motivadas para el combate y con la posibilidad de la victoria final cada vez más cerca.

Con la toma de Saigón por las fuerzas Norvietnamitas el 30 de abril de 1975, la autoridad política en Vietnam del Sur fue asumida en parte por el denominado Gobierno Revolucionario Provisional de la República de Vietnam del Sur. Este gobierno se fusionó con Vietnam del Norte el 2 de julio de 1976 y formaron una sola nación denominada la República Socialista de Vietnam.

## Gobierno y política

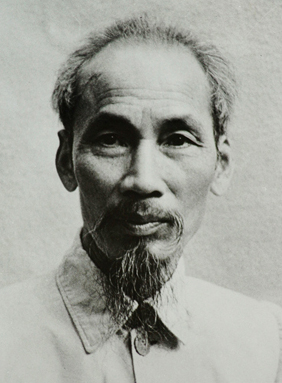
Hồ Chí Minh, histórico líder vietnamita y Presidente de Vietnam del Norte hasta su muerte en 1969.

La capital de Vietnam del Norte seguía estando en Hanói, cuyo gobierno mantuvo fuertes lazos comerciales y diplomáticos con la Unión Soviética y la República Popular de China. Los oficiales del Ejército y burócratas del gobierno de Hanói eran disciplinados militantes comunistas fieles a la línea de partido que venía marcándose desde los tiempos en que Hồ Chí Minh dirigía las operaciones desde la jungla. Su gobierno fue descrito como un régimen represivo y totalitario principalmente por los Estados Unidos de América. En sus primeros años, [cita requerida]la nación quedó empobrecida ya que perdió los campos agrícolas del Sur debido a los conflictos. Entre 1955 y 1956, se llevaron a cabo varias reformas agrarias que eliminaron los últimos restos de la agricultura colonial. El antiguo Vietnam del Norte perdió a consecuencia de los bombardeos estadounidenses el 70 % de su infraestructura industrial y de transportes, 3000 escuelas, 15 centros universitarios y 10 hospitales. Por su parte, el medio ambiente vietnamita quedó profundamente dañado por la utilización del agente naranja y otras armas químicas que defoliaron grandes extensiones de selva, con pocas posibilidades de recuperarse. Pero peor aún fueron los efectos para la población en contacto con esas sustancias, aparentemente inocuas para los humanos, con miles de abortos prematuros, nacimientos con malformaciones, y esterilidad, en medios rurales, ocasionando daño grave a la agricultura. El Vietnam del Norte se mantuvo en poder de las fuerzas revolucionarias de tendencia socialista lideradas por Hồ Chí Minh y el sur en manos de fuerzas militares protegidas por Estados Unidos. En 1954, Francia reconoció formalmente a esta nación.
Las políticas agrarias llegaron a provocar en 1956 una rebelión abierta de los campesinos contra el gobierno comunista, lo que llevó a que éstas actuaran con mayor mesura y emprendieran una política agraria mucho más moderada. Cuando en septiembre de 1969 murió Hồ Chí Minh tuvo lugar en Hanói una transición pacífica del poder, a partir de entonces dirigido por un triunvirato: el secretario del partido comunista, Lê Duẩn; el primer ministro, Phạm Văn Đồng; Y el ministro de Defensa, Võ Nguyên Giáp.

## Política exterior

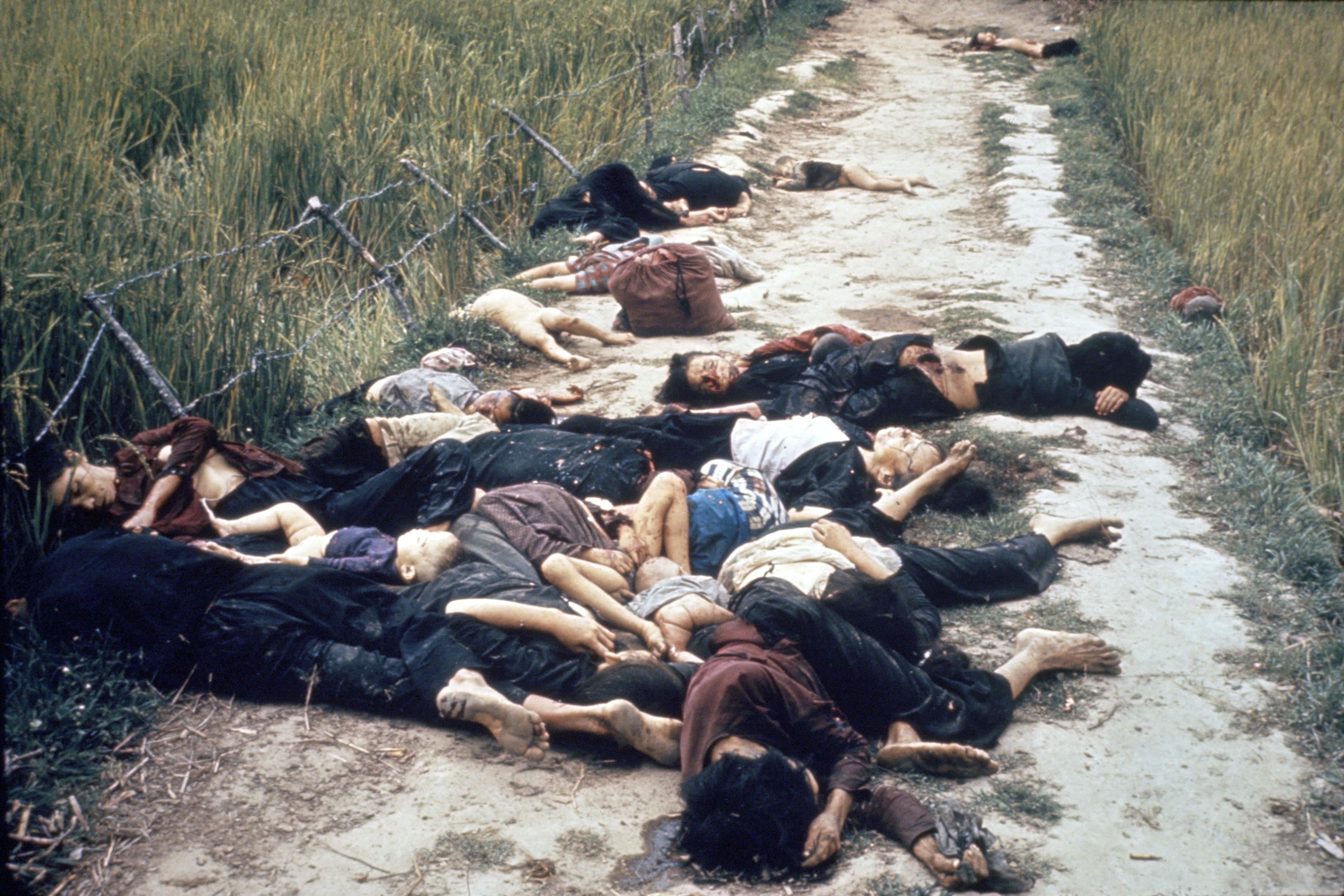
Las matanzas de civiles vietnamitas a manos de tropas estadounidenses (como la famosa Masacre de My Lai) aumentaron las simpatías internacionales hacia Vietnam del Norte.

En enero de 1950 la República Democrática de Vietnam fue oficialmente reconocida por la Unión Soviética y la recién instaurada República Popular China, a la sazón aliado de los soviéticos. Era la constatación del apoyo y las simpatías que venían recibiendo desde 1945. A partir de 1960 la escalada en la guerra de Vietnam obligó a Hanói a depender cada vez del suministro de armamento soviético moderno; En 1965 el ministro soviético de asuntos exteriores firmaba en la capital norvietnamita un tratado de ayuda militar que preveía la entrega de armamento por valor de 2000 millones de dólares. A continuación de este proceso continuó la influencia de la URSS sobre Vietnam del Norte en contraposición con la China comunista, hecho que se veía enmarcado en la Ruptura sino-soviética. No obstante, la presencia del gigante chino disuadió a los estadounidenses de invadir u ocupar Vietnam del Norte por el temor de que este enviara en masa tropas como respuesta y por temor chino a que la presencia de los estadounidenses pudiera significar alguna amenaza contra su territorio.
Las políticas estadounidenses de bombardeos estratégicos contra los norvietnamitas o las matanzas perpetradas en Vietnam del Sur, como la tristemente famosa Masacre de My Lai, llevaron a la aparición de un amplio movimiento social contrario a la participación estadounidense y de simpatía hacia Hanói. Argumentos como los del general LeMay (por la célebre frase de bombardear Vietnam hasta hacerlo volver a la Edad Piedra) ejemplificaban las denuncias que el gobierno norvietnamita hacía sobre la brutalidad de los Estados Unidos. En países como Japón, donde el gobierno no reconocía a Vietnam del Norte, sí existía un importante porcentaje de la población con abiertas simpatías hacia los norvietnamitas, quienes aparecían como luchadores por la independencia de su país y contra la ocupación extranjera.
El gobierno norvietnamita, por otro lado, mantuvo tanto en Vietnam del Sur como en Laos y Camboya estrechos lazos con grupos comunistas que venían luchando contra los gobiernos locales desde los acuerdos de Ginebra de 1954. En el caso de Laos, el Pathet Lao acabaría derrocando a la monarquía laosiana en 1975 y se convirtió en un títere de Hanói, mientras que los Jemeres Rojos camboyanos de Pol Pot acabarían entrando en conflicto abierto con el posteriormente reunificado Vietnam. De hecho, cuando Hồ Chí Minh murió en septiembre de 1969, en su testamento dejó a sus sucesores la idea de crear una federación Indochina comunista con Laos y Camboya, bajo el liderazgo de Vietnam.

## Fuerzas Armadas

Bandera de las fuerzas armadas

El Ejército de la República Democrática de Vietnam constaba inicialmente de muchas fuerzas independientes, tanto en el Sur como fuera del Norte. Después de muchas fusiones y reorganizaciones, las fuerzas militares comandadas por el Viet Minh y otros grupos políticos se unificaron en un solo sistema militar, la Guardia Nacional, más tarde rebautizada como Ejército de Vietnam.
En el Sur , la Guardia Nacional tenía muchas unidades de las sectas Cao Dai, Hoa Hao y Binh Xuyen, aunque obedecían las instrucciones militares de sus superiores, pero se negaban a aceptar a los comisarios políticos enviados por sus superiores. Después de conflictos militares entre unidades dirigidas por sectarios y unidades dirigidas por Viet Minh, y especialmente después de la desaparición del líder de Hoa Hao, Huynh Phu So , las fuerzas militares de la secta Cao Cao Dai, Hoa Hao, Binh Xuyen se separaron de la Guardia Nacional para cooperar con el gobierno de la República Autónoma de Cochinchina y posteriormente con el Estado de Vietnam.
En 1950 , el Ejército Nacional de Vietnam cambió su nombre por el de Ejército Popular de Vietnam. Después de 1975 , el ejército del Vietnam reunificado todavía mantuvo el nombre de Ejército Popular de Vietnam hasta ahora.

## Transporte
A fines de 1957, todo el Norte había restaurado 681 km de vías férreas, restaurado y construido otros 10.607 km de autopista. Se repararon y ampliaron puertos (Hai Phong, Hon Gai, Cam Pha, Ben Thuy), lo que contribuyó de manera muy importante al intercambio de bienes y la recuperación económica.
Sin embargo, en 1964, la Fuerza Aérea de los EE. UU. lanzó una feroz campaña de incursiones, por lo que las instalaciones de tráfico, puentes resultaron gravemente dañadas.

## Economía
La economía de la República Democrática de Vietnam es una economía dirigida siguiendo el modelo socialista aplicado al norte del paralelo 17, en el área bajo el control de Vietnam del Norte desde 1954 hasta 1976. Posteriormente, este modelo se implementó también en el sur del paralelo 17, es decir, se aplicó a todo el territorio de la República Socialista de Vietnam hasta 1986, cuando cambió a una economía de mercado de orientación socialista.
Durante el período 1955-1975, la economía de la República Democrática de Vietnam creció a una tasa anual promedio del 6 % (el PIB per cápita aumentó alrededor del 3 % anual), mientras que la economía de la República de Vietnam creció en promedio 3 % a 9% al año (aumento per cápita de 0,8%). En promedio, el PIB per cápita aumentó un 1,9% por año.
En el momento de 1956, el producto interno bruto (PIB) de la República de Vietnam era 5 veces mayor que el de la República Democrática de Vietnam. Esta gran disparidad se debe al hecho de que el territorio de Vietnam del Norte sufrió graves daños durante la guerra de Indochina, mientras que el territorio del Sur quedó mucho menos devastado por la guerra. Sin embargo, en el período 1955-1970, esta brecha se redujo gradualmente, especialmente a partir de 1963, cuando la economía de la República de Vietnam estuvo en recesión durante muchos años. Para 1972 y después, el producto interno bruto (PIB) de la República Democrática de Vietnam era más alto que el de la República de Vietnam.

## Industria
Después de la guerra contra Francia, la industria fue devastada y disminuyó drásticamente (en 1955 en comparación con 1939, el valor de la producción industrial total disminuyó un 60,1%, la producción de cemento disminuyó un 14,4%, el carbón disminuyó un 74,4%, la sal un 33,5% , alcohol abajo 65,3%...).
En comparación con la agricultura, la República Democrática de Vietnam aboga por dar importancia a la industria, especialmente en el sector estatal. El plan quinquenal 1961-1965 estableció el objetivo de aumentar la producción industrial en un 150% en comparación con 1960. Las fábricas privadas fueron eliminadas gradualmente. Para 1964, solo las empresas estatales permanecían en funcionamiento.
La industria se divide en dos clases: A y B. A es la industria pesada, como la electricidad, la metalurgia, los productos químicos y los minerales . El grupo A representa el 80% del presupuesto. B es la industria ligera utilizada para la producción de bienes de consumo, que se gasta el 20%. Como resultado, la industria floreció, creciendo un 18 por ciento anual en los años 1960-1964. El número de trabajadores también aumentó a más de un millón, pero provocó una demanda de alimentos mientras que la agricultura no era suficiente. Además, debido a que el objetivo de la producción industrial no se basa en el consumo, por un lado, provoca un exceso de desperdicio mientras que otros bienes son escasos. Debido al enfoque en el desarrollo de la industria pesada, mientras que la industria ligera y la agricultura carecen de inversión, la economía carece de equilibrio, lo que provocó que Truong Chinh comentara más tarde como un "error infantil de izquierda".
En 1958, en la fábrica de Chien Thang, nació el primer automóvil de 4 plazas construido por vietnamitas. Parecía el tipo de Moscú de la Unión Soviética en ese momento. El Renault Fregate con motor de gasolina se destacó como modelo. Piezas como la carrocería, la cubierta del motor, el carburador, la bomba de combustible, la bomba de aceite son moldeadas primero por mecánicos, luego en hierro fundido y luego cortadas, procesadas mecánicamente. Hay detalles que tienen que lanzarse y volver a lanzarse muchas veces para tener éxito. En el Sur, no fue hasta 1969 que La Dalat fue construida por la empresa automovilística francesa Citroën basándose en el modelo del Méhari y el Baby Brousse con una tasa de localización del 25%.
En 1957, el nivel de producción industrial en el Norte superó 2,7 veces el nivel de producción de 1955 y restableció el nivel de producción más alto durante el período colonial francés (en 1938). Se estima que la producción industrial total en el período 1955-60 aumentará un 37% anual.
En el Plan Quinquenal 1961-1965, el Estado priorizó la inversión de capital para el desarrollo. En la industria pesada , la zona siderúrgica de Thai Nguyen se ha completado con una capacidad de 200.000 toneladas/año, las centrales térmicas de Uong Bi , la central hidroeléctrica de Thac Ba , el fertilizante nitrogenado de Bac Giang , el superfosfato de Lam Thao... En la industria ligera, hay parques industriales Viet Tri , Thuong Dinh (Hanói) , fábricas Van Diem, porcelana Hai Duong, baterías Van Dien, 8-3 textiles. La industria estatal representa el 93,1% del valor total de la producción industrial en el Norte, jugando un papel clave en la economía nacional. A nivel local, hay cientos de fábricas construidas para respaldar la industria central y abordar las necesidades locales.
En general, la producción de la industria pesada en 1965 aumentó tres veces en comparación con 1960, la industria estatal representó el 93% del valor total de la producción industrial en el Norte. La industria ligera y la artesanía resuelven el 80% de las necesidades de la población en bienes de consumo de primera necesidad. Construyó 100 nuevas instalaciones de producción y amplió muchas fábricas y parques industriales. Para 1965, se habían construido 1.132 empresas industriales estatales. Muchos parques industriales se desarrollaron y formaron en Hanói, Hai Phong , Viet Tri , Thai Nguyen , Nam Dinh , Vinh , Hong Quang. Las industrias de electricidad , procesamiento mecánico y minería han sido fuertemente promovida. En cuanto a la industria eléctrica, para 1965 se habían construido 40 centrales eléctricas (frente a 5 centrales antes de 1954), lo que hace que la oferta total de electricidad sea 3,4 veces superior. Las industrias de ingeniería mecánica ligera, como el procesamiento de bombas y las industrias de ingeniería de precisión preliminar, fueron fuertemente promovidas con el resultado de que en 1965, se establecieron 148 fábricas de procesamiento mecánico en todo el norte.
Considerando solo el período 1960-1975, además de la tecnología pesada como el carbón , la electricidad, la tasa de crecimiento del hierro y el acero aumentó de 2 a 8 veces, la tasa de crecimiento de otros productos básicos fue bastante modesta. El consumo per cápita de una serie de bienes de consumo como esteras, telas y fósforos disminuyó.
Los datos oficiales muestran que el valor de los bienes industriales se triplicó entre 1960 y 1975, pero debido a que las instalaciones de producción se dispersaron debido a la guerra y las rutas de transporte dañadas, los precios se elevaron alto, sin poder exportar al mercado internacional, pero principalmente abastecer al mercado interno. Durante 15 años, en términos de esos 17 bienes industriales, tres cosas: electricidad, hierro y cerveza se triplica o más; seis materias primas subieron a un nivel bajo mientras que ocho productos manufacturados cayeron.
En total, en el período 1955-1975, el valor de la producción industrial total en 1975 aumentó 16,6 veces en 1955, un aumento promedio de 14,7% por año. La mayoría de los productos industriales per cápita en 1975 alcanzó un nivel mucho más alto que en 1955, en el que: electricidad 13,8 veces, carbón 4,8 veces, cemento 25,2 veces, papel 14,5 veces, tela 4,8 veces, azúcar 4 veces. En 1975, el Norte tenía 1.335 empresas industriales estatales, un aumento de 323 empresas en comparación con 1960. Algunas industrias pesadas tenían una capacidad de producción bastante grande. La posición de la industria en el producto social bruto aumentó del 32,7% en 1960 al 42,6% en 1975; renta nacional del 18,2% al 28,7% en 15 años respectivamente.

## Agricultura
La Revolución de Agosto fue exitosa, el 2 de septiembre de 1945, el presidente Ho Chi Minh leyó la Declaración de Independencia dando nacimiento a la República Democrática de Vietnam. Durante este período (1946-1954) la economía rural y la producción agrícola ocuparon un lugar particularmente importante. El gobierno ha implementado gradualmente políticas sobre tierras, reducción de rentas y reducción de ingresos. En 1949, se emitió el decreto para reducir las rentas y los ingresos y, al mismo tiempo, otorgar temporalmente tierras adquiridas a los colonialistas y terratenientes franceses que huyeron a las áreas temporalmente ocupadas por el enemigo y las dividieron entre los campesinos pobres. La producción de alimentos en 1954 alcanzó casi 3 millones de toneladas, un aumento del 13,7% en comparación con 1946, la tasa de aumento en el valor de la producción agrícola en el Norte durante los 9 años de resistencia alcanzó el 10%/año.
Después de la guerra de Indochina, la agricultura, el principal sector económico del Norte, tuvo más de 1.400.000 hectáreas de tierra abandonada, decenas de miles de agricultores sin hogar, muchas obras de riego fueron destruidas por los colonialistas franceses En 1954 y principios de 1955, el Gobierno y la Asamblea Nacional emitieron directivas abogando por la recuperación económica. El plan de recuperación económica de tres años (1955-1957) tenía como objetivo esforzarse por alcanzar los objetivos económicos anteriores a la guerra.
La agricultura en el Norte cambió a través de tres etapas comenzando con la Reforma Agraria llevada a cabo en cinco oleadas antes de terminar en 1956. Este hecho expropió 810.000 hectáreas de tierra, más de 106.448 cabezas de ganado y 148.565 viviendas. Esta superficie total se divide entre 2.104.108 hogares de agricultores, en promedio a cada hogar de agricultores se le asignan casi 0,4 hectáreas de tierra. Sin embargo, una dura consecuencia de esta Reforma Agraria fue que los presuntos terratenientes fueron encarcelados o fusilados, en número de miles, lo que llevó al gobierno a admitir la culpa y lanzar una campaña para corregir el error. En el campo, la clase terrateniente fue abolida y la tierra pasó a ser propiedad pública en su totalidad.
La segunda fase de la agricultura "hacia el socialismo" comenzó en 1958 después de que el Comité Central del Partido Comunista de Vietnam decidiera promover el movimiento cooperativo. En consecuencia, los medios de producción como la tierra, el ganado y el arado son de propiedad colectiva.
A fines de 1960 , más del 85,8% de los agricultores habían ingresado en cooperativas primarias , superando la meta del Partido. Sobre el papel, unirse a una cooperativa es completamente "voluntario", pero la práctica es algo forzada. Quince años después, es decir, 1975, el 93,1% de los agricultores del Norte operan económicamente en el marco de las cooperativas.  Los agricultores tienen derecho a mantener el 5% del área cultivada dentro de la familia, y el 95% de la tierra pertenece a la cooperativa. Sin embargo, esa área del 5%, conocida como "tierra del cinco por ciento" proporciona el 30-40% de las ganancias de los miembros. Este 5% de tierras privadas más tarde representó el 60-75% de los ingresos de los agricultores, aunque el gobierno no apoyó ni proporcionó materiales a estas tierras.
Después de 3 años de recuperación económica (1955-1957), la superficie cultivada aumentó un 23,5 %, el rendimiento del arroz aumentó un 30,8 %, la producción de alimentos aumentó un 57 %, los alimentos per cápita aumentaron un 43,6 %, los búfalos aumentaron un 44,2 %, las vacas aumentaron un 39%, los cerdos aumentaron un 20%. En cuanto a los cultivos industriales, la mayoría superó el nivel de 1939, 3 veces más algodón, 3,5 veces más maní, 1,5 veces más yute. En 1957, la economía del Norte se había recuperado más allá de su pico bajo el dominio francés (1939).
En el período 1955-1959, la producción de alimentos granulados aumentó de 3,76 millones de toneladas en 1955 a 5,19 millones de toneladas en 1959. A principios de 1965 se construyeron 3.139 pequeños puntos mecánicos, 7 estaciones y 32 equipos de máquinas, se restauraron y construyeron 33 grandes obras de riego, 1.500 pequeños y medianos proyectos, asegurando el riego activo de más de 500.000 ha de superficie cultivada. La agricultura en el norte de una agricultura atrasada, de monocultivo y de bajo rendimiento se convirtió gradualmente en una agricultura mecanizada. En 1965, el Norte tenía sólo 7 distritos y 640 cooperativas con una producción de 5 toneladas/ha/año, para 1967 había aumentado a 30 distritos y 2.628 cooperativas alcanzaron el nivel de producción anterior. La provincia de Thai Binh, el distrito de Thanh Tri (Hanói), el distrito de Dan Phuong (Ha Tay) se convirtió en la primera "ciudad natal de 5 toneladas".
En el período 1960-1976, aunque aumentó el área cultivada, la productividad agrícola en el Norte disminuyó significativamente. Con el bombardeo estadounidense, a partir de 1964 la agricultura entró en un período muy difícil. La guerra tuvo un impacto significativo en el potencial de producción agrícola y decenas de miles de jóvenes se unieron al ejército, lo que provocó una gran reducción de la mano de obra agrícola. Además, en respuesta a la necesidad urgente de la guerra, el gobierno tuvo que recortar el presupuesto destinado a la agricultura hasta el punto de que no fue suficiente para la reparación de maquinaria agrícola para mantener los niveles de producción preexistentes.
Sobre una base per cápita, la cantidad de arroz disminuyó gradualmente de 335 kg/persona (1959 cuando se implementó la cooperativa) a 254 kg/persona en parte porque la población creció rápidamente (de 13,5 millones en 1955 a 24,55 millones en 1975) mientras que el nivel de producción se estancó. En 1975, el último año antes de la reunificación con el Sur, la cantidad de arroz se redujo a 194 kg/persona. La alimentación debe depender de cultivos secundarios como maíz , yuca y camote para ser suficiente. En el período 1965-1975, el Norte tuvo que importar el 15% de sus necesidades alimentarias para compensar el déficit.

## Artesanía
Para 1957, el Norte tenía cerca de 460.000 personas dedicadas a la producción artesanal (el doble de artesanos en 1941, el año de mayor desarrollo durante el período colonial francés ); abasteciendo el 58,8% de los productos de consumo nacional.
En esta etapa, las artesanías también siguieron los modelos anteriores para establecer cooperativas. Para 1960, el 87,9% de los hogares habían ingresado a la cooperativa. Una consecuencia que el Partido ve en ese proceso es que algunas ocupaciones tradicionales han desaparecido por completo. Además, debido a que las artesanías tienen muchas características comerciales burguesas, los productos producidos cuando pierden presión competitiva, la calidad y el tipo de productos también son deficientes. No fue sino hasta 1986 que la industria artesanal se impulsó nuevamente a desarrollarse según el modelo de pueblos familiares y artesanales tradicionales.